# Закарія Ель-Уахді
Закарія Ель-Уахді (фр. Zakaria El Ouahdi, араб. زكريا الواحدي‎, нар. 31 грудня 2001) — бельгійський і марокканський футболіст, захисник «Генка».
Виступав за молодіжну збірну Марокко.

## Клубна кар'єра
Народився 31 грудня 2001 року. Вихованець юнацьких команд низки бельгійських футбольних клубів.
У дорослому футболі дебютував 2021 року виступами за команду «Бом». Того ж року перейшов до друголігового клубу «РВДМ 47». За два роки здобув у складі мускронської команди підвищення в класі й на початку сезону 2023/24 дебютував в іграх елітного бельгійського дивізіону.
У вересні 2023 року за 2,5 мільйона євро перейшов до «Генка», з яким уклав чотирирічний контракт.

## Виступи за збірну
З 2023 року залучається до складу молодіжної збірної Марокко. На молодіжному рівні зіграв у 8 офіційних матчах, забив 2 голи.
У складі олімпійської збірної Марокко — учасник футбольного турніру на Олімпійських іграх 2024 року в Парижі.

## Статистика виступів

### Статистика клубних виступів
Станом на 4 травня 2024
| Сезон             | Команда           | Чемпіонат         | Чемпіонат | Чемпіонат | Національний кубок | Національний кубок | Національний кубок | Континентальні кубки | Континентальні кубки | Континентальні кубки | Інші змагання | Інші змагання | Інші змагання | Усього | Усього | Усього |
| Сезон             | Команда           | Ліга              | Ігор      | Голів     | Ліга               | Ігор               | Голів              | Ліга                 | Ігор                 | Голів                | Ліга          | Ігор          | Голів         | Ігор   | Голів  |        |
| ----------------- | ----------------- | ----------------- | --------- | --------- | ------------------ | ------------------ | ------------------ | -------------------- | -------------------- | -------------------- | ------------- | ------------- | ------------- | ------ | ------ | ------ |
| 2020–21           | «Бом»             | FAD               | 1         | 0         | КБ                 | 1                  | 0                  |                      | -                    | -                    |               | -             | -             | 2      | 0      |        |
| 2021–22           | «РВДМ 47»         | Д2                | 21+2      | 1+0       | КБ                 | 1                  | 0                  |                      | -                    | -                    |               | -             | -             | 24     | 1      |        |
| 2022–23           | «РВДМ 47»         | Д2                | 25        | 7         | КБ                 | 2                  | 0                  |                      | -                    | -                    |               | -             | -             | 27     | 7      |        |
| серп. 2023        | «РВДМ 47»         | Д1                | 5         | 0         | КБ                 | 0                  | 0                  |                      | -                    | -                    |               | -             | -             | 5      | 0      |        |
| 2023–24           | «Генк»            | Д1                | 20        | 0         | КБ                 | 2                  | 0                  | ЛК                   | 1                    | 0                    |               | -             | -             | 23     | 0      |        |
| Усього за кар'єру | Усього за кар'єру | Усього за кар'єру | 74        | 8         |                    | 6                  | 0                  |                      | 1                    | 0                    |               | -             | -             | 81     | 8      |        |